# Project 575
A Project 575 (プロジェクト575; Hepburn: Purojekuto Gō-Shichi-Gō) multimédia projekt, melyet a Sega hozott létre. A projekt keretében Vocaloid hangszintetizátorokkal hagyományos 5-7-5 tanka és haiku verseket alkotnak. A projekt egy 2013. július 26-án megjelent Uta jomi 575 (うた詠み５７５, ’Dalolvasó 575’) című iOS appból, valamint a 2014. január 23-án megjelent Uta kumi 575 (うた組み５７５, ’Dalépítő 575’) című PlayStation Vita-játékból áll, utóbbi egy ritmusjáték és egy szóépítő játék kombinációja. 2014. január 9. és január 30. között egy négyrészes animeadaptációt is leadtak a Tokyo MX és a tvk televízióadókon.

## Szereplők
Maszaoka Azuki (正岡小豆; Hepburn: Azuki Masaoka)
Szinkronhangja: Ócubo Juka  (japán)
Kobajasi Maccsa (小林抹茶; Hepburn: Matcha Kobayashi)
Szinkronhangja: Óhasi Ajaka  (japán)
Joszano Juzu (与謝野柚子; Hepburn: Yuzu Yosano)
Szinkronhangja: Kotobuki Minako  (japán)

## Fogadtatás
A Famicú japán magazin írói 29/40-es pontszámmal jutalmazták a PlayStation Vita-játékot.  
A PlayStation LifeStyle tesztjében dicsérték a főszereplőket, a dalokat és az alap játékmenetet és 7/10 pontot adtak a játékra.